# Стадион олимпијског спортског центра Шењанг

Стадион олимпијског спортског центра Шењанг познатог као The Shenyang Olympic Sports Centre Stadium (поједностављен кинески језик: 沈阳奥林匹克体育中心; традиционални кинески језик: 瀋陽奧林匹克體育中心; пињин: Shěnyáng Àolínpǐkè Tǐyù Zhōngxīn) је вишенамјенски стадион са 60.000 мјеста у Шењангу, Лиаонинг, Кина. Дио је Олимпијског спортског центра Шењанг.
Назван „Кристална круна“ (поједностављен кинески језик: 水晶皇冠), стадион је изградио АКС Сатов као замену за стадион Вулихе. Био је домаћин фудбалских утакмица на Љетњим олимпијским играма 2008. Био је то домаћи терен за Схенианг Донгјин, клуб који се распао 2018. године. Године 2013. стадион је био главно мјесто одржавања Кинеских националних игара 2013. са церемонијама отварања и затварања, као и са главним атлетским догађајима.
Комплекс укључује фискултурну салу са 10.000 мјеста, нататоријум са 4.000 мјеста и тениски терен од 4.000 мјеста.